# Pentaschistis aurea
Pentaschistis aurea är en gräsart som först beskrevs av Ernst Gottlieb von Steudel, och fick sitt nu gällande namn av Mcclean. Pentaschistis aurea ingår i släktet Pentaschistis och familjen gräs. Utöver nominatformen finns också underarten P. a. pilosogluma.